# Heinrich Wehberg
Heinrich Wehberg (* 26. September 1855 in Volmarstein; † 16. Dezember 1912) war ein deutscher Arzt und Bodenreformer. Sein Sohn war der Völkerrechtler Hans Wehberg.

## Leben
Er studierte Medizin in Tübingen, Greifswald und Bonn und eröffnete 1880 eine Praxis in Düsseldorf. Mehrere Jahre war er leitender Arzt des Sanatoriums Waldesheim bei Düsseldorf. 
Wehberg  war sozialreformerisch in der Antialkoholbewegung und der Bodenreformbewegung engagiert. 1886 war er an der Gründung der Land-Liga beteiligt. 
1888–1890 war er Vorsitzender des Bundes für Bodenbesitzreform. Als Bodenreformer trat Wehberg für eine Ausweitung des staatlichen und gemeindlichen Grundbesitzes und eine stärkere steuerliche Belastung der Grundeigentümer ein. Zudem forderte er Maßnahmen gegen die steigenden Bodenpreise zum Schutz der kleinen und mittleren Bauernschaft. Wehberg sprach sich gegen den Militarismus und die Schutzzollpolitik des Deutschen Reiches aus. 
Der Nachfolgeorganisation Bund Deutscher Bodenreformer stand er ablehnend gegenüber. Wegen theoretischer Differenzen mit Michael Flürscheim und Adolf Damaschke zog er sich aus der Bewegung zurück.

## Werke
- Heinrich Wehberg (posthum): Die Bodenreform im Lichte des Humanistischen Sozialismus, München und Leipzig 1913.